# Whisby
Whisby är en by i civil parish Doddington and Whisby, i distriktet North Kesteven, i grevskapet Lincolnshire, i England. Byn är belägen 9 km från Lincoln. Whisby var en civil parish 1866–1931 när blev den en del av Doddington and Whisby. Civil parish hade 99 invånare år 1921. Byn nämndes i Domedagsboken (Domesday Book) år 1086, och kallades då Wizebi.